# Cestrum mortonianum
Cestrum mortonianum là loài thực vật có hoa trong họ Cà. Loài này được J.L.Gentry mô tả khoa học đầu tiên năm 1973.